# Čejreci
Čejreci (szerbül: Чејреци), falu Bosznia-Hercegovinában, Bosanska krajina területén, Prijedor községben, a Szerb Köztársaságban. 

## Fekvése
Bosznia-Hercegovina északnyugati részén, Banja Lukától légvonalban 46, közúton 56 km-re északnyugatra, községközpontjától légvonalban és közúton 2 km-re északnyugatra, a Szana jobb partján, a Novi Grad felé menő főút mentén, 130 – 150 méteres tengerszint feletti magasságban fekszik. 

## Népessége
| Nemzetiségi csoport | Népesség 1991 | Népesség 2013 |
| ------------------- | ------------- | ------------- |
| Szerb               | 7             | 25            |
| Bosnyák             | 714           | 419           |
| Horvát              | 1             | 0             |
| Jugoszláv           | 16            | 0             |
| Egyéb               | 1             | 8             |
| Összesen            | 739           | 452           |

## Története
A település 1878-ig tartozott az Oszmán Birodalomhoz, ekkor a berlini kongresszus határozata alapján az Osztrák-Magyar Monarchia része lett. 1910-ben a községben 45 háztartást 221 ortodox szerb, 250 muszlim és 17 katolikus lakost találtak. A monarchia szétesésével 1918-ban előbb a Szerb-Horvát-Szlovén Királyság, majd 1929-től a Jugoszláv Királyság része. 1921-ben a községnek 51 háztartása és 286 lakosa volt. Jugoszlávia megszállása után a falu a Független Horvát Állam (NDH) része lett. 
1945-től a település a szocialista Jugoszlávia része volt. A boszniai háború idején a település a Boszniai Szerb Köztársasághoz tartozott. A daytoni békeszerződést követő területfelosztásnál a település Prijedor község részeként a Szerb Köztársaság területéhez került. 

## Nevezetességei
- A čerjeci mecset a 19. században épült, 1938-ban és 1974-ben felújították, de 1992. május 31-én a boszniai szerbek lerombolták.[6] A mecset felújítása 2001-ben kezdődött, majd öt évvel később hivatalosan is megnyitották. A háremben a mecset és a hozzá tartozó épületek mellett mártíremlékmű is épült a boszniai háborúban meggyilkolt gyülekezeti tagok emlékére. A helyi muszlim gyülekezethez Pilipovići, Lug, Puškari, Hodžići, Gredelji, Kadunići, Čirkići és Dželatići falvak tartoznak.